# ATC kod C09
ATC kod C09 Agensi sa dejstvom na renin-angiotenzin sistem su terapeutska podgrupa sistema za anatomsko terapeutsko hemijsku klasifikaciju. Ovaj sistem alfanumeričkih kodova je razvio  za klasifikaciju lekova i drugih medicinskih proizvoda.  Podgrupa C09 je deo anatomske grupe C Kardiovaskularni sistem.

Kodovi za veterinarsku upotrebu (ATCvet kodovi) se mogu formirati stavljanjem slova Q ispred humanih ATC kodova: QC09... 
Nacionalna izdanja ATC klasifikacije mogu da obuhvataju dodatne kodove koji nisu prisutni na ovoj listi.

## C09AAKE inhibitori, pojedinačno

### C09AA AKE inhibitori, pojedinačno
C09AA01 Kaptopril
C09AA02 Enalapril
C09AA03 Lisinopril
C09AA04 Perindopril
C09AA05 Ramipril
C09AA06 Kvinapril
C09AA07 Benazepril
C09AA08 Cilazapril
C09AA09 Fosinopril
C09AA10 Trandolapril
C09AA11 Spirapril
C09AA12 Delapril
C09AA13 Moeksipril
C09AA14 Temokapril
C09AA15 Zofenopril
C09AA16 Imidapril

## C09B AKE inhibitori, kombinacije

### C09BA AKE inhibitori i diuretici
C09BA01 Kaptopril i diuretici
C09BA02 Enalapril i diuretici
C09BA03 Lisinopril i diuretici
C09BA04 Perindopril i diuretici
C09BA05 Ramipril i diuretici
C09BA06 Kvinapril i diuretici
C09BA07 Benazepril i diuretici
C09BA08 Cilazapril i diuretici
C09BA09 Fosinopril i diuretici
C09BA12 Delapril i diuretici
C09BA13 Moeksipril i diuretici
C09BA15 Zofenopril i diuretici

### C09BB AKE inhibitori i blokatori kalcijum kanala
C09BB02 Enalapril i lerkanidipin
C09BB03 Lisinopril i amlodipin
C09BB04 Perindopril i amlodipin
C09BB05 Ramipril i felodipin
C09BB06 Enalapril i nitrendipin
C09BB07 Ramipril i amlodipin
C09BB10 Trandolapril i verapamil
C09BB12 Delapril i manidipin

## C09CAngiotenzin II antagonisti, pojedinačno

### C09CA Angiotenzin II antagonisti, pojedinačno
C09CA01 Losartan
C09CA02 Eprosartan
C09CA03 Valsartan
C09CA04 Irbesartan
C09CA05 Tasosartan
C09CA06 Kandesartan
C09CA07 Telmisartan
C09CA08 Olmesartan medoksomil
C09CA09 Azilsartan medoksomil

## C09D Angiotenzin II antagonisti, kombinacije

### C09DA Angiotenzin II antagonisti i diuretici
C09DA01 Losartan i diuretici
C09DA02 Eprosartan i diuretici
C09DA03 Valsartan i diuretici
C09DA04 Irbesartan i diuretici
C09DA06 Kandesartan i diuretici
C09DA07 Telmisartan i diuretici
C09DA08 Olmesartan medoksomil i diuretici

### C09DB Angiotenzin II antagonisti i blokatori kalcijum kanala
C09DB01 Valsartan i amlodipin
C09DB02 Olmesartan medoksomil i amlodipin
C09DB04 Telmisartan i amlodipin
C09DB05 Irbesartan i amlodipin
C09DB06 Losartan i amlodipin

### C09DX Angiotenzin II antagonisti, druge kombinacije
C09DX01 Valsartan, amlodipin i hidrohlorotiazid
C09DX02 Valsartan i aliskiren
C09DX03 Olmesartan medoksomil, amlodipin i hidrohlorotiazid

## C09X Drugi agensi sa dejstvom na renin-angiotenzin sistem

### C09XAReninski inhibitori
C09XA01 Remikiren
C09XA02 Aliskiren
C09XA52 Aliskiren i hidrohlorotiazid
C09XA53 Aliskiren i amlodipin
C09XA54 Aliskiren, amlodipin i hidrohlorotiazid